# (36151) 1999 RG193
1999 RG193 (asteroide 36151) é um asteroide da cintura principal. Possui uma excentricidade de 0.05370750 e uma inclinação de 10.83037º.
Este asteroide foi descoberto no dia 13 de setembro de 1999 por LINEAR em Socorro.